# لا خینتا

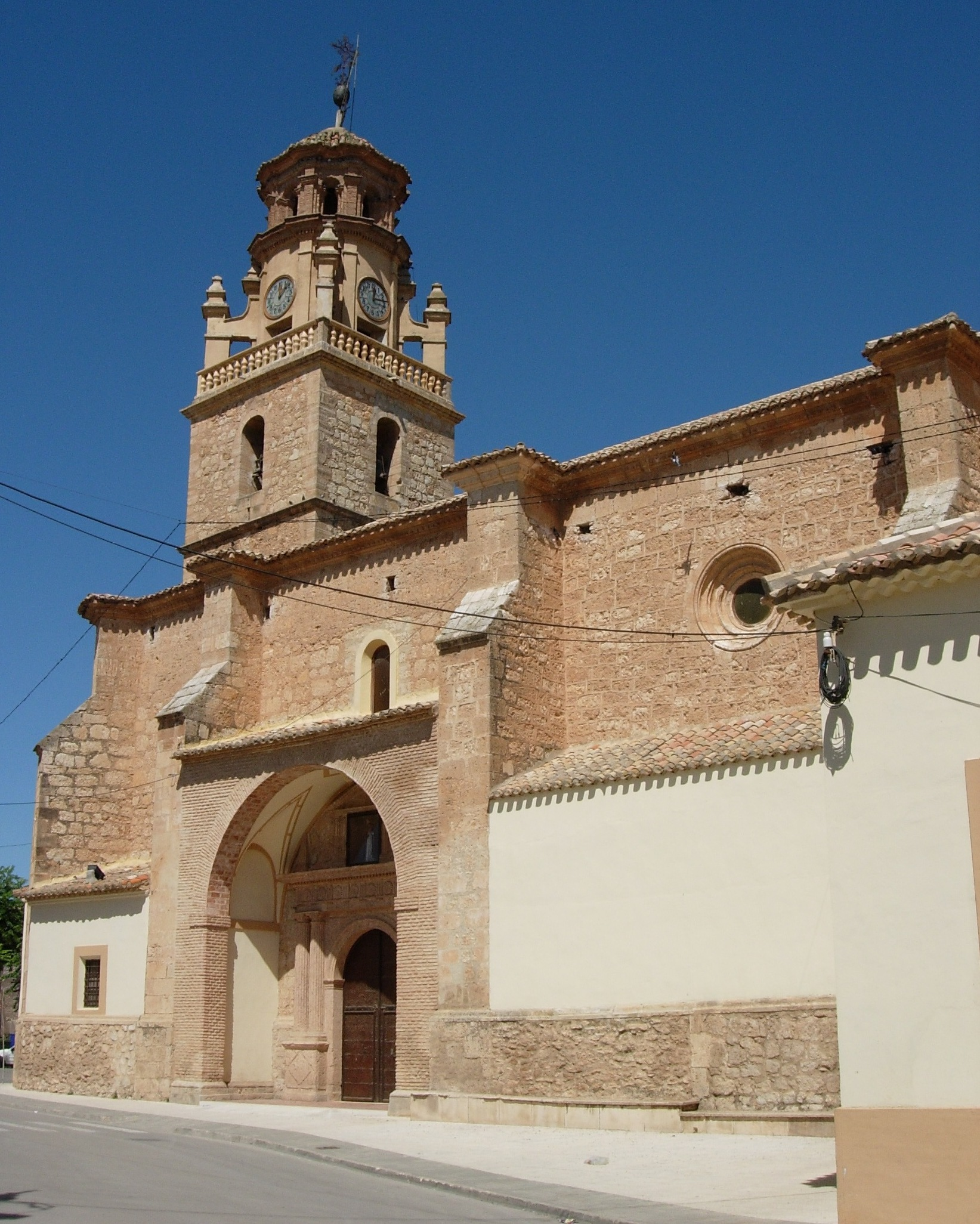
نمایی از کلیسای دهستان لا خینتا در استان آلباستهٔ اسپانیا - ۲۰۰۶

لا خینتا دهستانی در استان آلباستهٔ اسپانیا است.
در این دهستان ۲۱۴۱ نفر زندگی می‌کنند. مساحت این دهستان ۱۳۶٫۷۱ کیلومتر مربع است.